# Massengräber in Slowenien

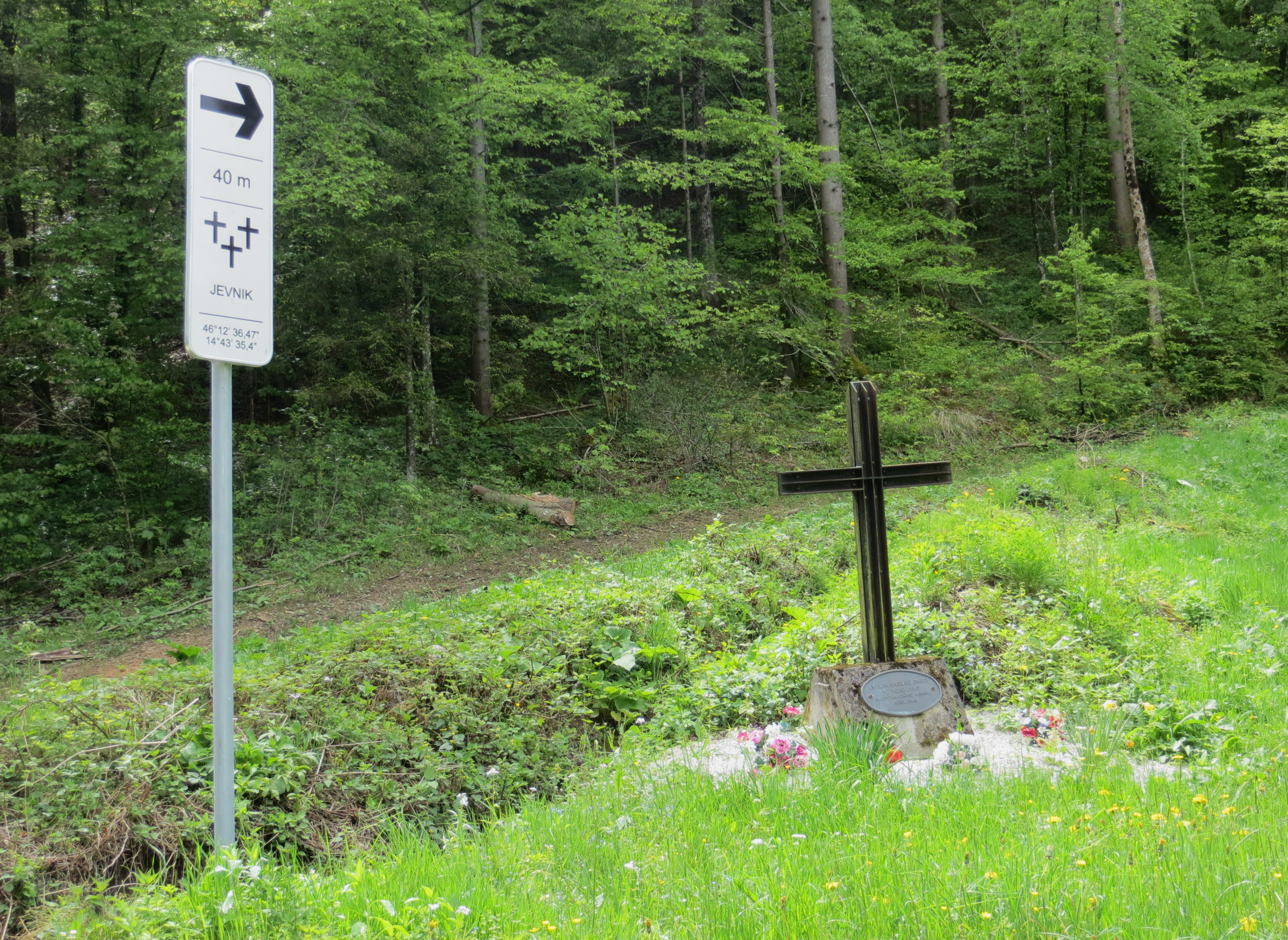
Massengrab in der Gemeinde Kamnik

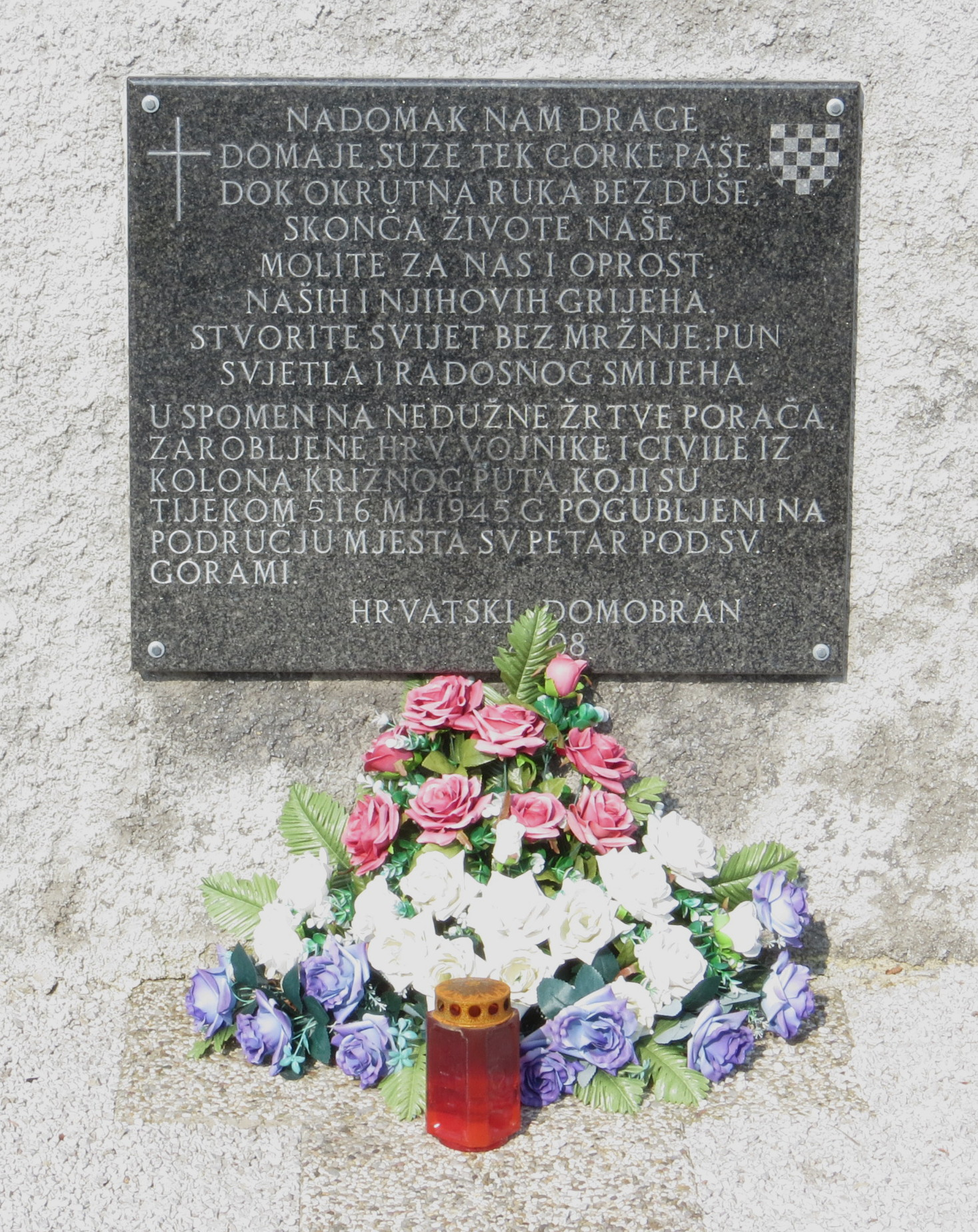
Gedenktafel für die Ermordung von etwa 1000 kroatischen Flüchtlingen in Bistrica ob Sotli im Mai 1945

Während und nach dem Zweiten Weltkrieg wurden Massengräber in Slowenien als Folge von Kampfhandlungen oder außergerichtlichen Hinrichtungen angelegt. Meistens wurde ihre Existenz zwischen 1945 und 1990 geheim gehalten. Heute sind sie in Slowenien auch unter den Bezeichnungen „verborgene Gräberfelder“ (slowenisch: prikrita grobišča) oder „stille Gräberfelder“ (zamolčana grobišča) bekannt.
Einige der Stätten, wie die Massengräber in Maribor, gehören zu den größten Massengräbern Europas.
Fast 600 solcher Stätten wurden von der Kommission für verborgene Massengräber in Slowenien (Komisija Vlade Republike Slovenije za reševanje vprašanj prikritih grobišč) registriert. Historiker schätzen, dass es insgesamt bis zu 750 Massengräber mit Hinrichtungsopfern gibt. Diese enthalten die Überreste von bis zu 100.000 Opfern.

## Hintergrund
Viele der Massengräber wurden während des Krieges angelegt, die größeren Anlagen stammen jedoch aus der Nachkriegszeit. Die Kriegsgräber reichen von Soldaten, die im Kampf gefallen sind, bis hin zu Zivilisten, die aus politischen Gründen ermordet wurden.
In den Massengräbern des Massakers von Bleiburg liegen Soldaten und Zivilisten, die im Mai und Juni 1945 nach Österreich geflohen waren. Außerdem wurden dort Personen verscharrt, die aufgrund ihrer ethnischen Zugehörigkeit getötet wurden (z. B. Gottschee-Deutsche, Ungarn und Italiener); sowie Menschen, die Opfer politischer Säuberungen oder zu Klassenfeinden gestempelt wurden, um potenzielle politische Gegner auszuschalten.
Nach dem Krieg leugneten die staatlichen Behörden, dass die Hinrichtungen stattgefunden hatten. Versuche, die Ereignisse aufzudecken, wurden unterdrückt, Beweise vernichtet, und es fanden keine Exhumierungen statt. Der Besuch der Gräber war verboten, und viele wurden unter Müll versteckt.
Nach dem Zerfall Jugoslawiens begannen Forscher in Slowenien, über die Hinrichtungen zu schreiben, und es wurden Exhumierungen vorgenommen.

## Liste slowenischer Massengräber
Diese Tabelle enthält Massengräber, die von der slowenischen Kommission für verborgene Gräberfelder registriert wurden. Die Bezeichnung „Soldaten“ schließt Kriegsgefangene ein.
| Englischer Name                              | Slowenischer Name                               | Ort                        | Gemeinde              | Anzahl                            | Opfer |
| -------------------------------------------- | ----------------------------------------------- | -------------------------- | --------------------- | --------------------------------- | --- |
| Abandoned Cemetery (Town Park) Mass Grave    | Grobišče na opuščenem pokopališču (Mestni park) | Trbovlje                   | Trbovlje              | 30                                | Deutsche Soldaten |
| Ajdov Field Mass Grave                       | Grobišče Ajdovsko polje                         | Ustje                      | Ajdovščina            | 67                                | Deutsche und italienische Soldaten |
| Ajhar Shaft Mass Grave                       | Grobišče Ajharjevo brezno                       | Idrijski Log               | Idrija                | Unbekannt                         | Unbekannt |
| Andrejc Field Mass Grave                     | Grobišče Andrejčevo polje                       | Radovljica                 | Radovljica            | 2                                 | Unbekannt |
| Andrejček Shaft Mass Grave                   | Grobišče Andrejčkovo brezno                     | Idrijski Log               | Idrija                | Unbekannt                         | Slowenische und italienische Zivilisten |
| Antitank Trench Mass Grave                   | Grobišče v protitankovskem jarku                | Mostec                     | Brežice               | Unbekannt                         | Kroatische und slowenische Soldaten und Zivilisten                                                                                              |
| Baba Mass Grave                              | Grobišče Pod babo                               | Jasen                      | Ilirska Bistrica      | 2                                 | Tschetniks |
| Ložič Mass Grave                             | Grobišče Babji Ložič                            | Ljutomer                   | Ljutomer              | 9–12                              | Slowenische Zivilisten |
| Balant Spruce Woods Mass Grave               | Grobišča v Balantovem smrečju                   | Crngrob                    | Škofja Loka           | 200–300                           | Kroatische Soldaten und Zivilisten, slowenische Soldaten                                                                                        |
| Balant Valleys Shaft Mass Grave              | Grobišče Brezno v Balantovih dolinah            | Dolenja Vas                | Cerknica              | Unbekannt                         | Unbekannt |
| Barbara-Stollen                              | Grobišče Barbara rov                            | Huda Jama                  | Laško                 | > 3,000                           | Slowenische Soldaten und Zivilisten, kroatische Soldaten                                                                                        |
| Barracks Mass Grave                          | Grobišče pri vojašnici                          | Hodoš                      | Hodoš                 | Unbekannt                         | Ungarn |
| Bašelj Shaft 2 Mass Grave                    | Grobišče Brezno na Bašlju 2                     | Hrovača                    | Ribnica               | Unbekannt                         | Unbekannt |
| Baud Fallow 1 and 2 mass graves              | Grobišče Baudova ledina 1, 2                    | Moste                      | Žirovnica             | 6–12                              | Kroatische Soldaten |
| Bavh Mass Grave                              | Grobišče Pod Bavhom                             | Otiški Vrh                 | Dravograd             | Unbekannt                         | Unbekannt |
| Bear Cave Mass Grave                         | Grobišče Medvedova jama                         | Grč Vrh                    | Mirna Peč             | Unbekannt                         | Unbekannt |
| Bear Valley Mass Grave                       | Grobišče v Medvedovi dolini                     | Vincarje                   | Škofja Loka           | 20                                | Deutsche Soldaten |
| Linden Mass Grave                            | Grobišče Belejeva lipa                          | Vrba                       | Žirovnica             | 20                                | Unbekannt |
| Bele Vode 1 Mass Grave                       | Grobišče Bele vode 1                            | Bele Vode                  | Šoštanj               | 6                                 | Ukrainische Soldaten |
| Bele Vode 2 Mass Grave                       | Grobišče Bele vode 2                            | Bele Vode                  | Šoštanj               | 7                                 | Ukrainische Soldaten |
| Beton Cave Mass Grave                        | Grobišče Betonova jama                          | Spodnje Gorje              | Gorje                 | 3                                 | Deutsche Soldaten |
| Bevk Street Mass Grave                       | Grobišče na Bevkovi ulici                       | Vipava                     | Vipava                | Unbekannt                         | Deutsche Soldaten |
| Bezelj 1 Mass Grave                          | Grobišče pri Bezlju 1                           | Retje                      | Loški Potok           | 5                                 | Deutsche Soldaten |
| Bezelj 2 Mass Grave                          | Grobišče pri Bezlju 2                           | Retje                      | Loški Potok           | 5                                 | Slowenische und russische Soldaten |
| Bežigrad Mass Grave                          | Grobišče Bežigrad                               | Bukovžlak                  | Celje                 | Unbekannt                         | Deutsche Soldaten, ethnische deutsche Zivilisten, slowenische Soldaten und Zivilisten, kroatische Soldaten, Roma Zivilisten, Gottschee-Deutsche |
| Bezovica Mass Grave                          | Grobišče Bezovica                               | Bezovica                   | Vojnik                | 6                                 | Deutsche und slowenische Zivilisten |
| Big Brezar Shaft Mass Grave                  | Grobišče Veliko Brezarjevo brezno               | Ljubljana                  | Ljubljana             | Unbekannt                         | Slowenische und kroatische Soldaten und Zivilisten                                                                                              |
| Big Mountain Deep Cave Mass Grave            | Grobišče Globoka jama na Veliki gori            | Ravni Dol                  | Sodražica             | Unbekannt                         | Slowenische Zivilisten |
| Big Ravine Mass Grave                        | Grobišče Velika Draga                           | Pance                      | Ljubljana             | Unbekannt                         | Slowenische Zivilisten |
| Birch Mass Grave                             | Grobišče Pod brezo                              | Ravenska Vas               | Zagorje ob Savi       | Unbekannt                         | Unbekannt |
| Blaž Cave Mass Grave                         | Grobišče Blažetova jama                         | Tirna                      | Zagorje ob Savi       | 150                               | Unbekannt |
| Blessed Spring Mass Grave                    | Grobišče Žegnani studenec                       | Celje                      | Celje                 | Unbekannt                         | Zivilisten |
| Bliska Vas nad Polico Mass Grave             | Grobišče Bliska vas nad Polico                  | Polica                     | Grosuplje             | Unbekannt                         | Slowenische Zivilisten |
| Boating Club Mass Grave                      | Grobišče pri Brodarskem društvu                 | Podkraj                    | Hrastnik              | Unbekannt                         | Deutsche Soldaten |
| Bodjan Meadow Mass Grave                     | Grobišče na Bodjanovi njivi                     | Šoštanj                    | Šoštanj               | Unbekannt                         | Slowenische, kroatische und deutsche Zivilisten                                                                                                 |
| Bodovlje Mass Grave                          | Grobišče Bodovlje                               | Bodovlje                   | Škofja Loka           | 22–24                             | Slowenische Soldaten |
| Bohova Mass Grave                            | Grobišče Bohova                                 | Bohova                     | Hoče-Slivnica         | Unbekannt                         | Unbekannt |
| Boštanj Quarry Mass Grave                    | Grobišče Boštanj/Grobišče Kamnolom Boštanj      | Log                        | Sevnica               | 14 or 200–300                     | Deutsche und kroatische Soldaten |
| Brajda Mass Grave                            | Grobišče Brajda                                 | Dolenje pri Jelšanah       | Ilirska Bistrica      | 6                                 | Deutsche Soldaten |
| Bratin Shaft Mass Grave                      | Grobišče Bratinov brezen                        | Predmeja                   | Ajdovščina            | 7                                 | Slowenische Soldaten |
| Breg 1 Mass Grave                            | Grobišče Breg 1                                 | Breg                       | Sevnica               | 9                                 | Kroatische Soldaten |
| Breg 2 Mass Grave                            | Grobišče Breg 2                                 | Breg                       | Sevnica               | 2                                 | Kroatische Soldaten |
| Breg 3 Mass Grave                            | Grobišče Breg 2                                 | Breg                       | Sevnica               | 3                                 | Kroatische Soldaten |
| Bremce Mass Grave                            | Grobišče Bremce                                 | Bezovica                   | Koper                 | Unbekannt                         | Unbekannt |
| Brežine Mass Grave                           | Grobišče Brežine                                | Jelsane                    | Ilirska Bistrica      | 6                                 | Deutsche Soldaten |
| Breznik Chapel-Shrine Mass Grave             | Grobišče pri Breznikovi kapeli                  | Spodnja Kapla              | Podvelka              | 6                                 | Slowenische Zivilisten |
| Bricl Mass Grave                             | Grobišče Bricl                                  | Selovec                    | Dravograd             | 5–12                              | Kroatische Soldaten |
| Britne Sele / Halužan Mass Grave             | Grobišče Britne sele / pod Halužanom            | Pongrac                    | Žalec                 | Unbekannt                         | Unbekannt |
| Britof Mass Grave                            | Grobišče Britof                                 | Britof                     | Kranj                 | 2                                 | Zivilisten |
| Brnica Mass Grave                            | Grobišče Brnica                                 | Dol pri Hrastniku          | Hrastnik              | Unbekannt                         | Serbische und slowenische Soldaten, slowenische Zivilisten                                                                                      |
| Brus Ravine 2 Mass Grave                     | Grobišče Brusova grapa 2                        | Jelični Vrh                | Idrija                | 3–9                               | Unbekannt |
| Bukovje Cave Mass Grave                      | Grobišče Jama v Bukovju                         | Skadanščina                | Hrpelje-Kozina        | 12                                | Deutsche Soldaten |
| Bunker Mass Grave                            | Grobišče v zaklonišču                           | Krško                      | Krško                 | 100                               | Kroatische Zivilisten |
| Bunker Mass Grave                            | Grobišče Bunker                                 | Obrežje                    | Radeče                | Unbekannt                         | Montenegrinische Soldaten |
| Č12 Cave Mass Grave                          | Grobišče Jama č12                               | Črnotiče                   | Koper                 | Unbekannt                         | Unbekannt |
| Castle Wall 1 Mass Grave                     | Grobišče pri grajskem obzidju 1                 | Vincarje                   | Škofja Loka           | 20                                | Slowenische Soldaten und Zivilisten |
| Castle Wall 2 Mass Grave                     | Grobišče pri grajskem obzidju 2                 | Škofja Loka                | Škofja Loka           | 5                                 | Slowenische Soldaten und Zivilisten |
| Castle Wall 3 Mass Grave                     | Grobišče pri grajskem obzidju 3                 | Škofja Loka                | Škofja Loka           | Unbekannt                         | Slowenische Soldaten und Zivilisten |
| Castle Wall 4 Mass Grave                     | Grobišče pri grajskem obzidju 4                 | Škofja Loka                | Škofja Loka           | Unbekannt                         | Slowenische Soldaten und Zivilisten |
| Castle Wall 5 Mass Grave                     | Grobišče pri grajskem obzidju 5                 | Škofja Loka                | Škofja Loka           | Unbekannt                         | Slowenische Soldaten und Zivilisten |
| Castle Wall 6 Mass Grave                     | Grobišče pri grajskem obzidju 6                 | Škofja Loka                | Škofja Loka           | Unbekannt                         | Slowenische Soldaten und Zivilisten |
| Čater Meadow 1 Mass Grave                    | Grobišče Grobišče na Čatrovem travniku 1        | Bukovžlak                  | Celje                 | Unbekannt                         | Unbekannt |
| Čater Meadow 2 Mass Grave                    | Grobišče Grobišče na Čatrovem travniku 2        | Bukovžlak                  | Celje                 | Unbekannt                         | Unbekannt |
| Cave 2 above Socerb Slope Mass Grave         | Grobišče Jama 2 nad socerbskim klancem          | Socerb                     | Koper                 | Unbekannt                         | Unbekannt |
| Cavrn Mass Grave                             | Grobišče Cavrn                                  | Vešter                     | Škofja Loka           | 8                                 | Slowenische Soldaten |
| Čebul Meadow Mass Grave                      | Grobišče Čebulov travnik                        | Šoštanj                    | Šoštanj               | Unbekannt                         | Slowenische, kroatische und deutsche Zivilisten                                                                                                 |
| Cemetery Mass Grave (Bovec)                  | Grobišče na pokopališču                         | Bovec                      | Bovec                 | 11                                | Deutsche Soldaten |
| Cemetery Mass Grave (Dol pri Hrastniku)      | Grobišče na pokopališču                         | Dol pri Hrastniku          | Hrastnik              | 17                                | Deutsche Soldaten |
| Cemetery Mass Grave (Harije)                 | Grobišče ob pokopališču                         | Harije                     | Ilirska Bistrica      | 4                                 | Deutsche Soldaten |
| Cemetery Mass Grave (Ilirska Bistrica)       | Grobišče pod pokopališčem                       | Ilirska Bistrica           | Ilirska Bistrica      | 82                                | Deutsche Soldaten |
| Cemetery Mass Grave (Kobarid)                | Grobišče na pokopališču                         | Kobarid                    | Kobarid               | 11                                | Deutsche Soldaten |
| Cemetery Mass Grave (Laško)                  | Grobišče na pokopališč                          | Laško                      | Laško                 | Unbekannt                         | Kroatische Soldaten |
| Cemetery Mass Grave (Stranice)               | Grobišče pri pokopališču                        | Stranice                   | Zreče                 | 134                               | Kroatische Soldaten und Zivilisten, slowenische Zivilisten                                                                                      |
| Cemetery Mass Grave (Teharje)                | Grobišče pri pokopališču                        | Teharje                    | Celje                 | 130                               | Deutsche Soldaten, Kroaten |
| Cemetery Mass Grave (Vipava)                 | Grobišče pri pokopališču                        | Vipava                     | Vipava                | 8                                 | Slowenische Zivilisten |
| Cemetery Mass Grave (Zgornja Kostrivnica)    | Grobišče na pokopališču                         | Zgornja Kostrivnica        | Rogaška Slatina       | 17                                | Unbekannt |
| Cemetery Wall Mass Grave                     | Grobišče za pokopališkim zidom                  | Jelšane                    | Ilirska Bistrica      | Unbekannt                         | Deutsche Soldaten |
| Čepovan Mass Grave                           | Grobišče Čepovan                                | Čepovan                    | Nova Gorica           | 5                                 | Italienische Soldaten |
| Četrtnik Cross Mass Grave                    | Grobišče četrtnikov križ                        | Spodnja Kapla              | Podvelka              | 5                                 | Slowenische Zivilisten |
| Church Mass Grave (Brce)                     | Grobišče ob cerkvi                              | Brce                       | Ilirska Bistrica      | 8                                 | Deutsche Soldaten |
| Church Mass Grave (Dobro Polje)              | Grobišče ob cerkvi                              | Dobro Polje                | Ilirska Bistrica      | 2                                 | Deutsche Soldaten |
| Church Mass Grave (Veliko Brdo)              | Grobišče pri cerkvi                             | Veliko Brdo                | Ilirska Bistrica      | 17                                | Deutsche Soldaten |
| Cirje 1 Mass Grave                           | Grobišče Cirje 1                                | Selo pri Pancah            | Ljubljana             | Unbekannt                         | Slowenische Zivilisten |
| Cirje 2 Mass Grave                           | Grobišče Cirje 2                                | Pance                      | Ljubljana             | Unbekannt                         | Slowenische Zivilisten |
| Cirje 3 Mass Grave                           | Grobišče Cirje 3                                | Pance                      | Ljubljana             | Unbekannt                         | Slowenische Zivilisten |
| Cirje 4 Mass Grave                           | Grobišče Cirje 4                                | Pance                      | Ljubljana             | Unbekannt                         | Slowenische Zivilisten |
| Cirje 5 Mass Grave                           | Grobišče Cirje 5                                | Pance                      | Ljubljana             | Unbekannt                         | Slowenische Zivilisten |
| City Cemetery 1 Mass Grave                   | Grobišče na mestnem pokopališču 1               | Celje                      | Celje                 | 6                                 | Unbekannt |
| City Cemetery 2 Mass Grave                   | Grobišče na mestnem pokopališču 2               | Celje                      | Celje                 | Unbekannt                         | Unbekannt |
| City Cemetery 3 Mass Grave                   | Grobišče na mestnem pokopališču 3               | Celje                      | Celje                 | Unbekannt                         | Unbekannt |
| Cold Valley Mass Grave                       | Grobišče Mrzla dolina                           | Hodoš                      | Hodoš                 | Unbekannt                         | Ungarische oder deutsche Soldaten |
| Crngrob 1–5 mass graves                      | Grobišče Crngrob 1–5                            | Crngrob                    | Škofja Loka           | 200–300                           | Kroatische Soldaten und Zivilisten, slowenische Soldaten                                                                                        |
| Croatian Mass Grave                          | Grobišče Hrvatov                                | Muta                       | Muta                  | Unbekannt                         | Kroatische Soldaten |
| Crow Peak Shaft 2 Mass Grave                 | Grobišče Brezno 2 SZ od Vranjega vrha           | Predgriže                  | Idrija                | Unbekannt                         | Unbekannt |
| Cukala Shaft Mass Grave                      | Grobišče Cukalovo brezno                        | Pokojišče                  | Vrhnika               | Unbekannt                         | Unbekannt |
| Cuzak Meadow Mass Grave                      | Grobišče Cuzakov travnik                        | Kamnik                     | Kamnik                | > 200                             | Kroatische und serbische Soldaten und Zivilisten                                                                                                |
| Cvetrež Shaft Mass Grave                     | Grobišče Brezno za Cvetrežem                    | Voglarji                   | Nova Gorica           | Unbekannt                         | Slowenische und italienische Soldaten, slowenische und italienische Zivilisten                                                                  |
| Danica Mansion Mass Grave                    | Grobišče pri vili Danica                        | Preddvor                   | Preddvor              | Unbekannt                         | Unbekannt |
| Debelič Meadow near Kren Cave Mass Grave     | Grobišče Debliške livade pri Jami pod Krenom    | Onek                       | Kočevje               | Unbekannt                         | Kroatische, serbische, deutsche und russische Soldaten                                                                                          |
| Dobovec Mass Grave                           | Grobišče Dobovec                                | Dobovec                    | Trbovlje              | Unbekannt                         | Unbekannt |
| Dobrava Mass Grave                           | Grobišče pod Dobravo                            | Sevnica                    | Sevnica               | Unbekannt                         | Deutsche Soldaten |
| Dobruška Vas Mass Grave                      | Grobišče Dobruška vas                           | Dobruška Vas               | Škofja Loka           | 62                                | Kroaten |
| Dolski Plac Mass Grave                       | Grobišče Dolski plac                            | Kamniška Bistrica          | Kamnik                | Unbekannt                         | Kroaten |
| Double Shaft by Cink Cross Mass Grave        | Grobišče Dvojno brezno pri Cink križu           | Cink                       | Dolenjske Toplice     | Unbekannt                         | Slowenische Soldaten |
| Družmirje 1 and 2 mass graves                | Grobišče Družmirje 1, 2                         | Družmirje                  | Šoštanj               | Unbekannt                         | Slowenische, kroatische und deutsche Zivilisten                                                                                                 |
| Dula Mass Grave                              | Grobišče Dula                                   | Dolnji Zemon               | Ilirska Bistrica      | 8                                 | Deutsche Soldaten |
| Farbečkina Mass Grave                        | Grobišče Farbečkina                             | Dolenje pri Jelšanah       | Ilirska Bistrica      | 2                                 | Deutsche Soldaten |
| Firing Trench below Čehovec Hill Mass Grave  | Grobišče strelski jarek pod hribom Čehovec      | Bistrica ob Sotli          | Bistrica ob Sotli     | Unbekannt                         | Kroatische Soldaten und Zivilisten |
| Florian Street Mass Grave                    | Grobišče ob Florjanski ulici                    | Sevnica                    | Sevnica               | Unbekannt                         | Unbekannt |
| Flower Hill Mass Grave                       | Grobišče Cvetlični hrib                         | Rogaška Slatina            | Rogaška Slatina       | Unbekannt                         | Unbekannt |
| Fly Cave Mass Grave                          | Grobišče Mušja jama                             | Naklo                      | Divača                | Unbekannt                         | Slowenische Zivilisten |
| Foxtail Mass Grave                           | Grobišče Lisičji rep                            | Mošnje                     | Radovljica            | Unbekannt                         | Deutsche Soldaten |
| Fram Mass Grave                              | Grobišče Fram                                   | Fram                       | Rače-Fram             | Unbekannt                         | Slowenische Zivilisten |
| Frkovec Mass Grave                           | Grobišče Frkovec                                | Trpčane                    | Ilirska Bistrica      | 4 oder 20                         | Deutsche Soldaten |
| Fuks 1 Mass Grave                            | Grobišče Fuks 1                                 | Pameče                     | Slovenj Gradec        | Unbekannt                         | Kroaten |
| Fuks 2 Mass Grave                            | Grobišče Fuks 2                                 | Pameče                     | Slovenj Gradec        | Unbekannt                         | Kroaten |
| Funeral Chapel Mass Grave                    | Grobišče pri pokopališki vežici                 | Laško                      | Laško                 | Unbekannt                         | Kroatische Soldaten |
| Garden Cave Mass Grave                       | Grobišče Jama za vrtcem                         | Spodnja Lipnica            | Radovljica            | 7                                 | Slowenische Zivilisten |
| Gas Station Mass Grave                       | Grobišče pri bencinskem servisu                 | Podkraj                    | Hrastnik              | Unbekannt                         | Zivilisten |
| German Garden Mass Grave                     | Grobišče Nemški vrtec                           | Kuteževo                   | Ilirska Bistrica      | 20                                | Deutsche Soldaten |
| Gmajna Tree Nursery Mass Grave               | Grobišče v drevesnici na Gmajni                 | Stari Trg                  | Slovenj Gradec        | 3                                 | Kroaten |
| Golak Mass Grave                             | Grobišče Golak                                  | Šembije                    | Ilirska Bistrica      | 12                                | Deutsche Soldaten |
| Golčman Farm Mass Grave                      | Grobišče pri domačiji Golčman                   | Gornji Dolič               | Mislinja              | 3                                 | Kroatische Soldaten |
| Golo Mass Grave                              | Grobišče Golo                                   | Golo                       | Ig                    | Unbekannt                         | Slowenische Soldaten |
| Golobivnica Cave Mass Grave                  | Grobišče Jama Golobivnica                       | Prelože pri Lokvi          | Sežana                | 250                               | Zivilisten |
| Gorge Mass Grave                             | Grobišče Soteska                                | Vešter                     | Škofja Loka           | 6–10                              | Slowenische Soldaten und Zivilisten |
| Gorge Peak Mass Grave                        | Grobišče Vrh Soteske                            | Križna Gora                | Škofja Loka           | 4                                 | Slowenische Zivilisten |
| Gorica 1–4 mass graves                       | Grobišče Gorica 1                               | Šoštanj                    | Šoštanj               | Unbekannt                         | Slowenische, deutsche und kroatische Zivilisten                                                                                                 |
| Goriče Mass Grave                            | Grobišče Goriče                                 | Goriče                     | Kranj                 | 40                                | Deutsche Soldaten |
| Gornji Dolič 1–3 mass graves                 | Grobišče Gornji Dolič 1–3                       | Gornji Dolič               | Mislinja              | 80–100                            | Kroatische Soldaten und Zivilisten |
| Gortnar Shrine Mass Grave                    | Grobišče pri Gortnarjevi kapelici               | Šmartno pri Slovenj Gradcu | Slovenj Gradec        | 30–36                             | Kroatische Soldaten |
| Gradišnica Cave Mass Grave                   | Grobišče Jama Gradišnica                        | Logatec                    | Logatec               | 2–5                               | Unbekannt |
| Grahovica Mass Grave                         | Grobišče ob Grahovici                           | Vrh pri Boštanju           | Sevnica               | Unbekannt                         | Kroatische Soldaten |
| Gravel Pit Mass Grave                        | Grobišče v peskokopu                            | Spodnje Gorje              | Gorje                 | 20                                | Deutsche Pflegekräfte |
| Griže/Snowdrop Valley Mass Grave             | Grobišče Griže/Dolina zvončkov                  | Pongrac                    | Žalec                 | 80–100                            | Slowenische Soldaten |
| Grobnica Mass Grave                          | Grobišče Grobnica                               | Kozarišče                  | Loška Dolina          | Unbekannt                         | Unbekannt |
| Hadrovec Mass Grave                          | Grobišče Hadrovec                               | Kuteževo                   | Ilirska Bistrica      | 20                                | Deutsche Soldaten |
| Hafnar Ravine Mass Grave                     | Grobišče Hafnarjev graben                       | Brestanica                 | Krško                 | 186, 20–30                        | Kroatische und serbische Soldaten, slowenische Zivilisten                                                                                       |
| Hayfields Mass Grave                         | Grobišče Senožeta                               | Mošnje                     | Radovljica            | Unbekannt                         | Deutsche Soldaten |
| Herlah Farm Mass Grave                       | Grobišče pri domačiji Herlah                    | Završe                     | Mislinja              | 10–20                             | Unbekannt |
| Hmezad Mass Grave                            | Grobišče Hmezad                                 | Šmarjeta pri Celju         | Celje                 | 19                                | Deutsche und Kosaken-Soldaten |
| Hočko Pohorje Mass Grave                     | Grobišče Hočko Pohorje                          | Hočko Pohorje              | Hoče-Slivnica         | Unbekannt                         | Unbekannt |
| Homšnica Creek by the Klemen Farm Mass Grave | Grobišče ob Homšnici pri Klemenu                | Šmartno pri Slovenj Gradcu | Slovenj Gradec        | 10                                | Unbekannt |
| House No. 8a Mass Grave                      | Grobišče pri hiši 8a                            | Drensko Rebro              | Kozje                 | Unbekannt                         | Kroatische Soldaten |
| House No. 35 Mass Grave                      | Grobišče pri hiši 35                            | Bukovska Vas               | Dravograd             | Unbekannt                         | Kroaten |
| Hraste Mass Grave                            | Grobišče na Hrastah                             | Sevnica                    | Sevnica               | Unbekannt                         | Unbekannt |
| Hrib Mass Grave                              | Grobišče Hrib                                   | Dolnji Zemon               | Ilirska Bistrica      | 2                                 | Deutsche Soldaten |
| Hrušica 1 and 2 mass graves                  | Grobišče Hrušica 1, 2                           | Hrušica                    | Jesenice              | Unbekannt                         | Slowenische Soldaten |
| Hrušica No. 56 Mass Grave                    | Grobišče za hišo Hrušica 56                     | Hrušica                    | Jesenice              | Unbekannt                         | Slowenische Soldaten |
| Hunting Lodge Mass Grave (Knezdol)           | Grobišče za Lovsko kočo                         | Knezdol                    | Trbovlje              | Unbekannt                         | Unbekannt |
| Hunting Lodge Mass Grave (Sušak)             | Grobišče pri lovskem domu                       | Sušak                      | Ilirska Bistrica      | Unbekannt                         | Deutsche Soldaten |
| Ilovce Mass Grave                            | Grobišče Ilovce                                 | Veliko Brdo                | Ilirska Bistrica      | 7                                 | Deutsche Soldaten |
| Italian Soldiers Mass Grave                  | Grobišče italijanskih vojakov                   | Bukovec                    | Velike Lašče          | Unbekannt                         | Italienische Soldaten |
| Jamnik Woods Mass Grave                      | Grobišče Jamnikov gozd                          | Velike Lašče               | Velike Lašče          | Unbekannt                         | Slowenische Zivilisten und Soldaten |
| Janez Mlinar Mass Grave                      | Grobišče Mlinarjev Janez                        | Teharje                    | Celje                 | 6,000                             | Slowenische und kroatische Soldaten, deutsche und slowenische Zivilisten                                                                        |
| Jasen Mass Grave                             | Grobišče Jasen                                  | Jasen                      | Ilirska Bistrica      | 98                                | Deutsche Soldaten |
| Jasen No. 11 Mass Grave                      | Grobišče pri hiši Jasen 11                      | Jasen                      | Ilirska Bistrica      | 3–4                               | Deutsche Soldaten |
| Jastrebenca Cave Mass Grave                  | Grobišče jama Jastrebenca                       | Gornja Lokvica             | Metlika               | Unbekannt                         | Unbekannt |
| Jate Shaft Mass Grave                        | Grobišče Brezno na Jatah                        | Ravne v Bohinju            | Bohinj                | 2                                 | Unbekannt |
| Jeglijenek Meadow Mass Grave                 | Grobišče Jeglijenkov travnik                    | Selovec                    | Dravograd             | 2                                 | Kroatische und Kosaken-Soldaten |
| Jelenca Mass Grave                           | Grobišče Jelenca                                | Strelac                    | Šmarješke Toplice     | 6                                 | Unbekannt |
| Jelendol Mass Grave                          | Grobišče Jelendol                               | Jelendol                   | Ribnica               | 119                               | Mitglieder der Milizia Volontaria Anti Comunista                                                                                                |
| Jelenov Žleb Shaft Mass Grave                | Grobišče Brezno v Jelenovem Žlebu               | Jelenov Žleb               | Ribnica               | Unbekannt                         | Italienische Soldaten |
| Jernak Pond Mass Grave                       | Grobišče Mlaka pri Jernakovih                   | Zabiče                     | Ilirska Bistrica      | 3                                 | Deutsche Soldaten |
| Jevnik Mass Grave                            | Grobišče Jevnik                                 | Sidol                      | Kamnik                | Unbekannt                         | Kroatische Soldaten und Zivilisten, Slowenen |
| Jevšnik Farm Shrine Mass Grave               | Grobišče ob kapelici pri domačiji Jevšnik       | Dovže                      | Mislinja              | 3                                 | Unbekannt |
| Jezerce Mass Grave                           | Grobišče Jezerce                                | Javorniški Rovt            | Jesenice              | 9                                 | Slowenische Soldaten |
| Jošč Shaft Mass Grave                        | Grobišče Joščevo brezno                         | Grgar                      | Nova Gorica           | Unbekannt                         | Unbekannt |
| Jure Saddle 1–3 mass graves                  | Jurjevo sedlo 1–3                               | Frajhajm                   | Slovenska Bistrica    | Unbekannt                         | Zivilisten und Soldaten |
| Kamna Gora Mass Grave                        | Grobišče Kamna Gora                             | Kamna Gora                 | Slovenske Konjice     | 14                                | Slowenische Soldaten |
| Kaser Cave Mass Grave                        | Grobišče Kaserova jama                          | Obrov                      | Hrpelje-Kozina        | Unbekannt                         | Deutsche Soldaten, slowenische Zivilisten |
| King's Hill Mass Grave                       | Grobišče Kraljev hrib                           | Kamniška Bistrica          | Kamnik                | Unbekannt                         | Kroaten |
| Klemenca Mass Grave                          | Grobišče Klemenca                               | Škemljevec                 | Metlika               | 6                                 | Slowenische Zivilisten |
| Klevevž 1 Mass Grave                         | Grobišče Klevevž 1                              | Grič pri Klevevžu          | Šmarješke Toplice     | 30                                | Slowenische und Roma Zivilisten |
| Klevevž 2 Mass Grave                         | Grobišče Klevevž 2                              | Grič pri Klevevžu          | Šmarješke Toplice     | > 20                              | Slowenische und Roma Zivilisten |
| Klevevž 3 Mass Grave                         | Grobišče Klevevž 3                              | Grič pri Klevevžu          | Šmarješke Toplice     | > 20                              | Slowenische und Roma Zivilisten |
| Ključ 1 and 2 mass graves                    | Grobišče na Ključu 1,2                          | Brezje pri Dobrovi         | Dobrova-Polhov Gradec | 3                                 | Zivilisten |
| Klukec Mass Grave                            | Grobišče Klukec                                 | Celje                      | Celje                 | Unbekannt                         | Unbekannt |
| Kočna Mass Grave                             | Grobišče Kočna                                  | Kočna                      | Jesenice              | 40                                | Deutsche Soldaten |
| Kolen Cave Mass Grave                        | Grobišče Kolen jama                             | Cerovec pri Šmarju         | Šmarje pri Jelšah     | Unbekannt                         | Slowenische Zivilisten |
| Konfin Shaft 1 Mass Grave                    | Grobišče Brezno pri Konfinu 1                   | Glažuta                    | Loški Potok           | 88                                | Slowenische, kroatische und serbische Soldaten                                                                                                  |
| Konfin Shaft 2 Mass Grave                    | Grobišče Brezno pri Konfinu 2                   | Glažuta                    | Loški Potok           | Slowenische Soldaten              | Slowenische Soldaten |
| Kopišča 1 and 2 mass graves                  | Grobišče Kopišča 1, 2                           | Kamniška Bistrica          | Kamnik                | Unbekannt                         | Kroatische Soldaten |
| Koprivnik Mass Grave                         | Grobišče Koprivnik                              | Žažar                      | Horjul                | Unbekannt                         | Slowenische Zivilisten |
| Koščak Hill Mass Grave                       | Grobišče Koščakov hrib                          | Grosuplje                  | Grosuplje             | 15                                | Slowenische Soldaten |
| Kosec Shaft Mass Grave                       | Grobišče Koščevo brezno                         | Gornji Ig                  | Ig                    | > 20                              | Slowenische Soldaten und Zivilisten |
| Košovec Shaft Mass Grave                     | Grobišče Brezno na Košovcu                      | Logatec                    | Logatec               | Unbekannt                         | Deutsche Soldaten, Zivilisten |
| Kot Mass Grave                               | Grobišče Kot                                    | Srednji Dolič              | Mislinja              | Unbekannt                         | Kroatische Soldaten |
| Kotar Enclosure Cave Mass Grave              | Grobišče Jama pod Kotarjevo ogrado              | Slope                      | Hrpelje-Kozina        | 15–17                             | Deutsche Soldaten, slowenische Zivilisten |
| Kovač Shaft Mass Grave                       | Grobišče Kovačevo brezno                        | Brezje                     | Cerknica              | Unbekannt                         | Unbekannt |
| Koželj Mass Grave                            | Grobišče Koželj                                 | Velenje                    | Velenje               | Unbekannt                         | Slowenische Zivilisten |
| Kozjak Road Mass Grave                       | Grobišče ob cesti na Kozjak                     | Gornji Dolič               | Mislinja              | 10–20                             | Kroatische Soldaten |
| Kozlovka Cave Mass Grave                     | Grobišče Jama Kozlovka                          | Kozarišče                  | Loška Dolina          | Unbekannt                         | Slowenische Soldaten |
| Kračali 1,2 Grave                            | Grobišče Kračali 1,2                            | Kračali                    | Sodražica             | Unbekannt                         | Unbekannt |
| Krajcer Farm Mass Grave                      | Grobišče pri domačiji Krajcer                   | Gornji Dolič               | Mislinja              | Unbekannt                         | Kroatische Soldaten |
| Krakovo Forest 1 Mass Grave                  | Grobišče Krakovski gozd 1                       | Sajevce                    | Kostanjevica na Krki  | 4,000 (mit dem folgenden Grab)    | Kroatische Soldaten und Zivilisten, deutsche Soldaten                                                                                           |
| Krakovo Forest 2 Mass Grave                  | Grobišče Krakovski gozd 2                       | Kostanjevica na Krki       | Kostanjevica na Krki  | 4,000 (mit dem vorstehenden Grab) | Kroatische Soldaten und Zivilisten, deutsche Soldaten                                                                                           |
| Kregar Ravine 1–13 mass graves               | Grobišče Kregarjev graben 1–13                  | Marija Reka                | Prebold               | > 2,000                           | Slowenische und kroatische Zivilisten, deutsche Soldaten                                                                                        |
| Kren Cave Mass Grave                         | Grobišče Jama pod Krenom                        | Onek                       | Kočevje               | Unbekannt                         | Kroatischem serbische, deutsche und Kosaken-Soldaten                                                                                            |
| Krim Cave Mass Grave                         | Grobišče Krimska jama                           | Brezovica pri Borovnici    | Borovnica             | Unbekannt                         | Slowenische Zivilisten |
| Krištandol Mass Grave                        | Grobišče Krištandol                             | Marno                      | Hrastnik              | Unbekannt                         | Unbekannt |
| Krnice Mass Grave                            | Grobišče Krnice                                 | Gornji Zemon               | Ilirska Bistrica      | 150                               | Deutsche Soldaten |
| Krpin Gravel Pit 1 and 2 mass graves         | Grobišče peskokop Krpin 1, 2                    | Begunje na Gorenjskem      | Radovljica            | 20                                | Russische Soldaten, Zivilisten |
| Krpin Ski Slope 1–3 mass graves              | Grobišče smučišče Krpin 1–3                     | Begunje na Gorenjskem      | Radovljica            | Unbekannt                         | Russische Soldaten, Zivilisten |
| Kršnjak Mass Grave                           | Grobišče Kršnjak                                | Jelšane                    | Ilirska Bistrica      | 6                                 | Deutsche Soldaten |
| Kucja Valley Mass Grave                      | Grobišče v Kucji dolini                         | Ljubljana                  | Ljubljana             | Unbekannt                         | Slowenische und kroatische Soldaten und Zivilisten, deutsche Soldaten                                                                           |
| Kuhar Woods Mass Grave                       | Grobišče Kuharjev boršt                         | Žeje pri Komendi           | Komenda               | 10–15                             | Unbekannt |
| Kupnica Mass Grave                           | Grobišče Kupnica                                | Novokračine                | Ilirska Bistrica      | 82                                | Deutsche Soldaten |
| Kutner Ravine Mass Grave                     | Grobišče Kutnerjev greben                       | Rogatec                    | Rogatec               | Unbekannt                         | Ungarn und Ukrainer |
| Lahomno No. 62 Mass Grave                    | Grobišče pri hiši Lahomno 62                    | Lahomno                    | Laško                 | 3                                 | Unbekannt |
| Lahomščica 3 Mass Grave                      | Grobišče ob Lahomščici 3                        | Lahomno                    | Laško                 | 7                                 | Kroatische Soldaten |
| Lajše Mass Grave                             | Grobišče Lajše                                  | Cerkno                     | Cerkno                | 14                                | Slowenische Zivilisten |
| Lancovo 1 and 2 mass graves                  | Grobišče Lancovo 1, 2                           | Zgornja Lipnica            | Radovljica            | Unbekannt                         | Zivilisten, kroatische Soldaten |
| Larch Hill Cave Mass Grave                   | Grobišče Jama pod Macesnovo gorico              | Trnovec                    | Kočevje               | 3,200                             | Slowenische und andere Soldaten |
| Larch Hill Rock Shelter Mass Grave           | Grobišče Spodmol pri Macesnovi gorici           | Trnovec                    | Kočevje               | Unbekannt                         | Unbekannt |
| Laze Mass Grave                              | Grobišče Laze                                   | Harije                     | Ilirska Bistrica      | 3–4                               | Deutsche Soldaten |
| Lebe Clearing 1–3 mass graves                | Lebejeva frata 1–3                              | Slivniško Pohorje          | Hoče-Slivnica         | Unbekannt                         | Zivilisten und Soldaten |
| Ledenica near Planinca Mass Grave            | Grobišče Ledenica pri Planinci                  | Planinca, Brezovica        | Brezovica             | Unbekannt                         | Unbekannt |
| Ledina Mass Grave                            | Grobišče Ledina                                 | Ledina                     | Sevnica               | 5                                 | Deutsche Soldaten |
| Lehen Mass Grave                             | Grobišče Lehen                                  | Lehen na Pohorju           | Podvelka              | 8                                 | Slowenische Zivilisten |
| Lesce 1 Mass Grave                           | Grobišče Lesce 1                                | Hlebce                     | Radovljica            | 33                                | Russische Soldaten |
| Lesce 2 Mass Grave                           | Grobišče Lesce 2                                | Hlebce                     | Radovljica            | 3                                 | Russische Soldaten |
| Leše 1 and 2 mass graves                     | Grobišče Leše 1, 2                              | Leše                       | Prevalje              | 100 bis 700                       | Österreichische und slowenische Zivilisten |
| Liboje Pond Mass Grave                       | Grobišče ribnik Liboje                          | Zabukovica                 | Žalec                 | Unbekannt                         | Unbekannt |
| Liplje Cave Mass Grave                       | Grobišče Lipeljska jama                         | Planina                    | Postojna              | Unbekannt                         | Unbekannt |
| Lipica Shaft Mass Grave                      | Grobišče Lipiško brezno                         | Lipica                     | Sežana                | Unbekannt                         | Unbekannt |
| Lipovšek Meadow Mass Grave                   | Grobišče Lipovškov travnik                      | Medlog                     | Celje                 | 400                               | Kroatische Zivilisten |
| Ločica Mass Grave                            | Grobišče Ločica                                 | Dolnji Zemon               | Ilirska Bistrica      | 22                                | Deutsche Soldaten |
| Ločice 1 Mass Grave                          | Grobišče Ločice 1                               | Smrje                      | Ilirska Bistrica      | 2                                 | Deutsche Soldaten |
| Ločice 2 Mass Grave                          | Grobišče Ločice 2                               | Smrje                      | Ilirska Bistrica      | 10–11                             | Deutsche Soldaten |
| Log Mass Grave                               | Grobišče Log                                    | Log                        | Sevnica               | 4 oder 200–300                    | Deutsche oder kroatische Soldaten |
| Loka Mass Grave                              | Grobišče Loka                                   | Ribnica                    | Pivka                 | 31                                | Deutsche Soldaten |
| Loka Castle Yard Mass Grave                  | Grobišče na vrtu loškega gradu                  | Škofja Loka                | Škofja Loka           | Unbekannt                         | Slowenische Soldaten und Zivilisten |
| Lokavec Mass Grave                           | Grobišče Lokavec                                | Lokavec                    | Ajdovščina            | 5–7                               | Slowenische Zivilisten |
| Lokva Mass Grave                             | Grobišče Pri Lokvi                              | Jelšane                    | Ilirska Bistrica      | 6                                 | Deutsche Soldaten |
| Lokve Mass Grave                             | Grobišče Lokve                                  | Lokve                      | Nova Gorica           | Unbekannt                         | Italienische Soldaten |
| Lončarjev Dol 1 Mass Grave                   | Grobišče Lončarjev dol 1                        | Pečje                      | Sevnica               | 20–30                             | Kroatische Soldaten |
| Lončarjev Dol 2 Mass Grave                   | Grobišče Lončarjev dol 2                        | Pečje                      | Sevnica               | Unbekannt                         | Unbekannt |
| Lovrec House Mass Grave                      | Grobišče Lovrčeva hiša                          | Vešter                     | Škofja Loka           | 8                                 | Slowenische Soldaten |
| Lovrenc Ravine 1 Mass Grave                  | Grobišče Lovrenška grapa 1                      | Gabrovo                    | Škofja Loka           | 7                                 | Deutsche Soldaten |
| Lovrenc Ravine 2 Mass Grave                  | Grobišče Lovrenška grapa 2                      | Gabrovo                    | Škofja Loka           | 20                                | Slowenische Soldaten |
| Lower Creek Mass Grave                       | Grobišče Dolenji potok                          | Dolnji Zemon               | Ilirska Bistrica      | Unbekannt                         | Deutsche Soldaten |
| Lower Videm Mass Grave                       | Grobišče pod Vidmom                             | Kralji                     | Kočevje               | Unbekannt                         | Unbekannt |
| Lukanja Mass Grave                           | Grobišče Lukanja                                | Lukanja                    | Slovenska Bistrica    | 40                                | Deutsche Soldaten |
| Lukovnik 1 Mass Grave                        | Grobišče Lukovnik 1                             | Čužnja Vas                 | Mokronog-Trebelno     | 20                                | Zivilisten |
| Macesnovec Mass Grave                        | Grobišče Macesnovec                             | Kamniška Bistrica          | Kamnik                | Unbekannt                         | Kroatische Soldaten |
| Mačkovec Mass Grave                          | Grobišče Mačkovec                               | Bukovec                    | Velike Lašče          | 40                                | Slowenische Soldaten |
| Makec Ravine 1 and 2 mass graves             | Grobišče Makčeva grapa 1, 2                     | Gorenja Trebuša            | Tolmin                | 30                                | Slowenische Soldaten |
| Mala Vas Mass Grave                          | Grobišče Mala vas                               | Mala Vas                   | Dobrepolje            | 8                                 | Zivilisten |
| Marno Mass Grave                             | Grobišče Marno                                  | Marno                      | Hrastnik              | > 200                             | Slowenische Soldaten und Zivilisten |
| Martinčič Family Grave                       | Grob Martinčičeve družine                       | Babna Gora                 | Dobrova-Polhov Gradec | 9                                 | Zivilisten |
| Martinove Hrastnice Shaft Mass Grave         | Grobišče Brezen v Martinovih Hrastnicah         | Bukovje                    | Postojna              | 7                                 | Deutsche Soldaten |
| Mass Grave 1                                 | Grobišče 1                                      | Košnica pri Celju          | Celje                 | 400–600                           | Slowenische und deutsche Zivilisten |
| Mass Grave 2                                 | Grobišče 2                                      | Košnica pri Celju          | Celje                 | 400–600                           | Slowenische und deutsche Zivilisten |
| Mass Grave 3                                 | Grobišče 3                                      | Košnica pri Celju          | Celje                 | 600–1,000                         | Slowenische und deutsche Zivilisten |
| Materija 1 Mass Grave                        | Grobišče Materija 1                             | Bač pri Materiji           | Hrpelje-Kozina        | Unbekannt                         | Unbekannt |
| Matevž Shaft Mass Grave                      | Grobišče Matevževo brezno                       | Bezuljak                   | Cerknica              | Unbekannt                         | Unbekannt |
| Matjaž Cave Mass Grave                       | Grobišče Matjaževa jama                         | Pevno                      | Škofja Loka           | Unbekannt                         | Slowenische Soldaten |
| Matjaž Shaft Mass Grave                      | Grobišče Matjaževo brezno                       | Dobec                      | Cerknica              | 3                                 | Zivilisten |
| Mazevec Crevasse Mass Grave                  | Grobišče Mazevčev pruh                          | Begunje na Gorenjskem      | Radovljica            | Unbekannt                         | Deutsche Soldaten, Zivilisten |
| Meadow 1 and 2 mass graves                   | Grobišče Na trati 1, 2                          | Spodnje Gorje              | Gorje                 | Unbekannt                         | Zivilisten |
| Meadow Barrier Mass Grave                    | Grobišče v pregradi Za travnikom                | Bukovžlak                  | Celje                 | Unbekannt                         | Unbekannt |
| Meadow Shaft 1 Mass Grave                    | Grobišče Brezno na trati 1                      | Spodnje Gorje              | Gorje                 | 3                                 | Deutsche Soldaten |
| Medvedovše Shaft Mass Grave                  | Grobišče Brezno za Medvedovšem                  | Predmeja                   | Ajdovščina            | Unbekannt                         | Unbekannt |
| Mihec Shaft Mass Grave                       | Grobišče Mihcovo brezno                         | Dobec                      | Cerknica              | 3                                 | Zivilisten |
| Mihovec Cave Mass Grave                      | Grobišče Mihovska jama                          | Uršna Sela                 | Novo Mesto            | 14–17                             | Slowenen |
| Military Cemetery Mass Grave (Vipava)        | Grobišče na vojaškem pokopališču                | Vipava                     | Vipava                | 15                                | Tschetniks |
| Military Depot Mass Grave                    | Grobišča na območju vojaških skladišč           | Bukovžlak                  | Celje                 | Unbekannt                         | Unbekannt |
| Mine Tailings Mass Grave                     | Grobišče pod rudniško jalovino                  | Polajna                    | Zreče                 | Unbekannt                         | Kroatische Soldaten und Zivilisten |
| Mirnik Woods Mass Grave                      | Grobišče Mirnikov gozd                          | Novo Tepanje               | Slovenske Konjice     | Unbekannt                         | Gottschee-Deutsche, slowenische Zivilisten |
| Mirnik Woods 2 Mass Grave                    | Grobišče Mirnikov gozd 2                        | Novo Tepanje               | Slovenske Konjice     | Unbekannt                         | Gottschee-Deutsche |
| Mislinjska Dobrava Mass Grave                | Grobišče Mislinjska Dobrava                     | Mislinjska Dobrava         | Slovenj Gradec        | Unbekannt                         | Kroatische oder Kosaken-Soldaten |
| Mlačca Mass Grave (Dolnji Zemon)             | Grobišče Mlačca                                 | Dolnji Zemon               | Ilirska Bistrica      | 3                                 | Deutsche Soldaten |
| Mlačca Mass Grave (Mojstrana)                | Grobišče Mlačca                                 | Mojstrana                  | Kranjska Gora         | 10–20                             | Deutsche Soldaten |
| Mostec II Sava River Mass Grave              | Mostec II – Grobišče ob Savi                    | Mostec                     | Brežice               | Unbekannt                         | Kroatische und slowenische Soldaten und Zivilisten                                                                                              |
| Mount Vina 1 and 2 mass graves               | Grobišče pod hribom Vina gora 1, 2              | Ples                       | Bistrica ob Sotli     | 25                                | Unbekannt |
| Mountain Fields Mass Grave                   | Grobišče Njivce v gorah                         | Jablanica                  | Ilirska Bistrica      | 10                                | Deutsche Soldaten |
| Mountain Mass Grave                          | Grobišče Gora                                   | Jablanica                  | Ilirska Bistrica      | 10                                | Deutsche Soldaten |
| Movže 1 and 2 mass graves                    | Grobišče Movže 1, 2                             | Mislinja                   | Mislinja              | Unbekannt                         | Kroatische Soldaten und Zivilisten |
| Mozelj Mass Grave                            | Grobišče Mozelj                                 | Mozelj                     | Kočevje               | 110                               | Tschetniks und andere Soldaten |
| Mrtvice Mass Grave                           | Grobišče Mrtvice                                | Mrtvice                    | Krško                 | > 100                             | Kroatische Soldaten, Zivilisten |
| Municipal Dump Mass Grave (Bukovžlak)        | Grobišča pod komunalno deponijo                 | Bukovžlak                  | Celje                 | Unbekannt                         | Unbekannt |
| Municipal Dump Mass Grave (Tuncovec)         | Grobišče pod komunalno deponijo                 | Tuncovec                   | Rogaška Slatina       | Unbekannt                         | Kroaten |
| Muretovina 1 Mass Grave                      | Grobišče Muretovina 1                           | Sopotnica                  | Škofja Loka           | 7                                 | Slowenische Soldaten |
| Muretovina 2 Mass Grave                      | Grobišče Muretovina 2                           | Sopotnica                  | Škofja Loka           | 17                                | Slowenische Soldaten |
| Naveršnik Farm Mass Grave                    | Grobišče pri domačiji Naveršnik                 | Gornji Dolič               | Mislinja              | Unbekannt                         | Zivilisten |
| Nevinje Cave Mass Grave                      | Grobišče Nevinje jama                           | Vrh, Loška Dolina          | Loška Dolina          | Unbekannt                         | Slowenen |
| New Fire Station Mass Grave                  | Grobišče pri novem gasilskem domu               | Bistrica ob Sotli          | Bistrica ob Sotli     | Unbekannt                         | Kroatische Soldaten und Zivilisten |
| Nogradec 1 Mass Grave                        | Grobišče Nogradec 1                             | Prem                       | Ilirska Bistrica      | 23                                | Deutsche Soldaten |
| Nova Oprema Woods Mass Grave                 | Grobišče v gozdu za Novo opremo                 | Stari Trg                  | Slovenj Gradec        | 20                                | Kroaten |
| Old Fire Station Mass Grave                  | Grobišče pri starem gasilskem domu              | Bistrica ob Sotli          | Bistrica ob Sotli     | Unbekannt                         | Kroatische Soldaten und Zivilisten |
| Old Hrastnik Mass Grave                      | Grobišče Stari Hrastnik                         | Dol pri Hrastniku          | Hrastnik              | Unbekannt                         | Serbische und slowenische Soldaten, slowenische Zivilisten                                                                                      |
| Olešče Mass Grave                            | Grobišče Olešče                                 | Olešče                     | Laško                 | 14                                | Kroatische Soldaten |
| Oplotje Cave Mass Grave                      | Grobišče Jama Oplotje                           | Logarji                    | Velike Lašče          | Unbekannt                         | Unbekannt |
| Orel Peak Mass Grave                         | Grobišče Orlov vrh                              | Ljubljana                  | Ljubljana             | 146                               | Slowenische Soldaten |
| Otavice Pig Shaft Mass Grave                 | Grobišče Otaviško svinjsko brezno               | Otavice                    | Ribnica               | Unbekannt                         | Unbekannt |
| Paradise Valley Mass Grave                   | Grobišče Rajska dolina                          | Kal                        | Hrastnik              | > 80                              | Slowenische Zivilisten |
| Parish Shed Mass Grave                       | Grobišče v farovški loži                        | Črnomelj                   | Črnomelj              | Unbekannt                         | Unbekannt |
| Parking Lot Mass Grave                       | Grobišče na parkirišču                          | Rogatec                    | Rogatec               | 2                                 | Soldaten unklarer Nationalität |
| Portovec Mass Grave                          | Grobišče Portovec                               | Markečica                  | Oplotnica             | Unbekannt                         | Deutsche Soldaten |
| Pavlin Shaft Mass Grave                      | Grobišče Pavlinovo brezno                       | Sekirišče                  | Velike Lašče          | Unbekannt                         | Unbekannt |
| Pečovnik Mass Grave                          | Grobišče Pečovnik                               | Zvodno                     | Celje                 | 5,000–10,000                      | Unbekannt |
| Peter Ravine Mass Grave                      | Grobišče Petrova grapa                          | Gorenja Trebuša            | Tolmin                | Unbekannt                         | Zivilisten |
| Petrinci Commons 1 Mass Grave                | Grobišče Petrinjska gmajna 1                    | Kržeti                     | Sodražica             | 120–150                           | Russische Soldaten |
| Petrinci Commons 2 Mass Grave                | Grobišče Petrinjska gmajna 2                    | Kržeti                     | Sodražica             | Unbekannt                         | Unbekannt |
| Pikec Valley Mass Grave                      | Grobišče pri Pikčevi dolini                     | Vrhnika                    | Vrhnika               | 6                                 | Deutsche Soldaten |
| Pine Shaft Mass Grave                        | Grobišče Brezno v borovcih                      | Postojna                   | Postojna              | Unbekannt                         | Unbekannt |
| Pintarca Mass Grave                          | Grobišče Pintarca                               | Gradnik                    | Semič                 | 4–6                               | Unbekannt |
| Pit A Mass Grave                             | Grobišče v rovu A                               | Zgornja Bistrica           | Slovenska Bistrica    | 231                               | Zivilisten |
| Pit B Mass Grave                             | Grobišče v rovu B                               | Zgornja Bistrica           | Slovenska Bistrica    | 200                               | Zivilisten |
| Planina Mass Grave                           | Grobišče Planina                                | Kranj                      | Kranj                 | Unbekannt                         | Unbekannt |
| Pleščica Mass Grave                          | Grobišče Pleščica                               | Kuteževo                   | Ilirska Bistrica      | 8                                 | Deutsche Soldaten |
| Podgomila Shaft Mass Grave                   | Grobišče Brezno Podgomila                       | Grgar                      | Nova Gorica           | Unbekannt                         | Slowenische und italienische Soldaten und Zivilisten                                                                                            |
| Podgorje 1 Mass Grave                        | Grobišče Podgorje 1                             | Podgorje                   | Kamnik                | 6                                 | Unbekannt |
| Podgorje 2–4 mass graves                     | Grobišče Podgorje 2–4                           | Podgorje                   | Kamnik                | Unbekannt                         | Kroatische Soldaten |
| Podgorje 6 Cave Mass Grave                   | Grobišče Jama Podgorje 6                        | Podgorje                   | Koper                 | Unbekannt                         | Unbekannt |
| Podgriva Ravine Mass Grave                   | Grobišče Podgrivška grapa                       | Gorenja Trebuša            | Tolmin                | Unbekannt                         | Zivilisten |
| Podnjive Mass Grave                          | Grobišče Podnjive                               | Dolnji Zemon               | Ilirska Bistrica      | Unbekannt                         | Deutsche Soldaten |
| Podtrn Mass Grave                            | Grobišče Podtrn                                 | Trnje                      | Škofja Loka           | 7                                 | Slowenische Soldaten |
| Polajna Mine Mass Grave                      | Grobišče rudnik Polajna                         | Polajna                    | Zreče                 | Unbekannt                         | Kroatische Soldaten und Zivilisten |
| Polica Mass Grave                            | Grobišče Polica                                 | Polica                     | Grosuplje             | 20                                | Slowenische Zivilisten |
| Poliščice Mass Grave                         | Grobišče Poliščice                              | Kuteževo                   | Ilirska Bistrica      | 8                                 | Deutsche Soldaten |
| Poljana Mass Grave                           | Grobišče Poljana                                | Poljana                    | Prevalje              | Unbekannt                         | Kroatische Soldaten, Zivilisten |
| Pond Mass Grave (Cerovec pri Šmarju)         | Grobišče na ribniku                             | Cerovec pri Šmarju         | Šmarje pri Jelšah     | Unbekannt                         | Slowenische Zivilisten |
| Pond Mass Grave (Maribor)                    | Grobišče za ribnikom                            | Maribor                    | Maribor               | Unbekannt                         | Unbekannt |
| Preserje Cave Mass Grave                     | Grobišče Preserska jama                         | Sveto                      | Komen                 | Unbekannt                         | Unbekannt |
| Primary School Mass Grave                    | Grobišče pri osnovni šoli                       | Bistrica ob Sotli          | Bistrica ob Sotli     | Unbekannt                         | Kroatische Soldaten und Zivilisten |
| Princova Baronovka Mass Grave                | Grobišče Princova baronovka                     | Vipava                     | Vipava                | Unbekannt                         | Deutsche Soldaten |
| Railroad 1–4 mass graves                     | Grobišče ob železniški progi 1–4                | Mislinja                   | Mislinja              | Unbekannt                         | Unbekannt |
| Raščenek Beeches Mass Grave                  | Raščenkova bukva                                | Slivniško Pohorje          | Hoče-Slivnica         | Unbekannt                         | Zivilisten und Soldaten |
| Ravence Mass Grave                           | Grobišče Ravence                                | Smrje                      | Ilirska Bistrica      | 3                                 | Deutsche Soldaten |
| Ravenska Vas 1–3 mass graves                 | Grobišče Ravenska vas 1–3                       | Ravenska Vas               | Zagorje ob Savi       | Unbekannt                         | Unbekannt |
| Ravni 1 Mass Grave                           | Grobišče v Ravneh 1                             | Gornji Grad                | Gornji Grad           | 100–200                           | Unbekannt |
| Ravni 2 Mass Grave                           | Grobišče v Ravneh 2                             | Dol, Gornji Grad           | Gornji Grad           | 100–200                           | Unbekannt |
| Rebri Mass Grave                             | Grobišče Rebri                                  | Ribnica                    | Pivka                 | Unbekannt                         | Deutsche Soldaten |
| Rebrice Mass Grave                           | Grobišče Rebrice                                | Zabiče                     | Ilirska Bistrica      | 20                                | Deutsche Soldaten |
| Rehar Corner Mass Grave                      | Grobišče Reharjev kot                           | Rogatec                    | Rogatec               | 4                                 | Unbekannt |
| Reka No. 20 Mass Grave                       | Grobišče pri domačiji Reka 20                   | Reka                       | Laško                 | 14                                | Kroatische Zivilisten |
| Repiše Shaft Mass Grave                      | Grobišče Brezno na Repišah                      | Kalce                      | Logatec               | 2                                 | Unbekannt |
| Retje Mass Grave                             | Grobišče Retje                                  | Retje nad Trbovljami       | Trbovlje              | Unbekannt                         | Unbekannt |
| Riverbank Mass Grave                         | Grobišče Breg                                   | Trpčane                    | Ilirska Bistrica      | 4 oder 20                         | Deutsche Soldaten |
| Rob Shaft Mass Grave                         | Grobišče Brezno za Robom                        | Predmeja                   | Ajdovščina            | Unbekannt                         | Deutsche Soldaten, Zivilisten |
| Rog Road Mass Grave                          | Grobišče ob Roški cesti                         | Podstenice                 | Dolenjske Toplice     | Unbekannt                         | Zivilisten, Soldaten |
| Rog Sawmill Mass Grave                       | Grobišče pri Žagi Rog                           | Trnovec                    | Kočevje               | Unbekannt                         | Unbekannt |
| Roje Cave 1 Mass Grave                       | Grobišče Rojska jama 1                          | Trebanjski Vrh             | Trebnje               | 10                                | Slowenische Zivilisten |
| Romani Mass Grave (Bukovec)                  | Grobišče Romov                                  | Bukovec                    | Velike Lašče          | Unbekannt                         | Roma |
| Romani Mass Grave (Iška)                     | Grobišče Romov                                  | Iška                       | Ig                    | 43                                | Roma |
| Rožič Vrh Mass Grave                         | Grobišče Rožič Vrh                              | Rožič Vrh                  | Črnomelj              | Unbekannt                         | Unbekannt |
| Rugar Slopes Cave Mass Grave                 | Grobišče Jama v Rugarskih klancih               | Podstenice                 | Dolenjske Toplice     | Unbekannt                         | Slowenische Zivilisten und Soldaten |
| Rupe Mass Grave                              | Grobišče v Rupah                                | Žažar                      | Horjul                | 9                                 | Slowenische Zivilisten |
| Ruše Lodge at Areh 1 Mass Grave              | Grobišče pri Ruški koči na Arehu 1              | Frajhajm                   | Slovenska Bistrica    | Unbekannt                         | Zivilisten und Soldaten |
| Ruše Lodge at Areh 2 Mass Grave              | Grobišče pri Ruški koči na Arehu 2              | Lobnica, Ruše              | Ruše                  | Unbekannt                         | Zivilisten und Soldaten |
| Ruše Lodge at Areh 3 Mass Grave              | Grobišče pri Ruški koči na Arehu 3              | Lobnica, Ruše              | Ruše                  | 190                               | Zivilisten und Soldaten |
| Ruše Lodge at Areh 4–16 mass graves          | Grobišče pri Ruški koči na Arehu 4–16           | Lobnica, Ruše              | Ruše                  | Unbekannt                         | Zivilisten und Soldaten |
| Saint Bartholomew Mass Grave                 | Grobišče pri sv. Jerneju                        | Rogatec                    | Rogatec               | 3                                 | Unbekannt |
| Saint Catherine Mass Grave                   | Grobišče Sv. Katarina                           | Novokračine                | Ilirska Bistrica      | Unbekannt                         | Deutsche Soldaten |
| Saint Hyacintha Mass Grave                   | Grobišče pri sv. Hiacinti                       | Rogatec                    | Rogatec               | 12                                | Soldaten unklarer Nationalität |
| Sava Bridge Mass Grave                       | Grobišče pri mostu čez Savo                     | Podkraj                    | Hrastnik              | Unbekannt                         | Deutsche Soldaten |
| Savinja Mass Grave                           | Grobišče ob Savinji                             | Tremerje                   | Celje                 | 6                                 | Zivilisten |
| Savsko Naselje Mass Grave                    | Grobišče v Savskem naselju                      | Kranjska Gora              | Kranjska Gora         | 35                                | Deutsche Soldaten |
| Selce 1 Mass Grave                           | Grobišče Selce 1                                | Celje                      | Celje                 | 50–100                            | Zivilisten |
| Selce 2 Mass Grave                           | Grobišče Selce 2                                | Celje                      | Celje                 | Unbekannt                         | Zivilisten |
| Selce Electrical Substation Mass Grave       | Grobišče Trafo postaja Selce                    | Celje                      | Celje                 | 50–100                            | Zivilisten |
| Selo pri Žirovnici Mass Grave                | Grobišče Selo pri Žirovnici                     | Selo pri Žirovnici         | Žirovnica             | 6                                 | Kroatische Soldaten |
| Šemon Shaft Mass Grave                       | Grobišče Šemonovo brezno                        | Logatec                    | Logatec               | Unbekannt                         | Zivilisten |
| Senica Ravine Mass Grave                     | Grobišče Senicatov graben                       | Hrastnik                   | Hrastnik              | Unbekannt                         | Unbekannt |
| Šentvid 1 Mass Grave                         | Grobišče Šentvid 1                              | Ljubljana                  | Ljubljana             | Unbekannt                         | Slowenische Soldaten |
| Šentvid 2 Mass Grave                         | Grobišče Šentvid 2                              | Ljubljana                  | Ljubljana             | Unbekannt                         | Deutsche Soldaten |
| Šerbec Woods Mass Grave                      | Grobišče v Šerbečevem gozdu                     | Veliki Kamen               | Krško                 | 20                                | Kroatische Soldaten |
| Shaft 1 by the Muha Enclosure Mass Grave     | Grobišče Brezno 1 pri Muhovi ogradi             | Trnje                      | Pivka                 | 37                                | Deutsche Soldaten |
| Šimen Slide Mass Grave                       | Grobišče Šimnov plaz                            | Kamniška Bistrica          | Kamnik                | Unbekannt                         | Kroaten |
| Škitek 1 Mass Grave                          | Grobišče Škitek 1                               | Šentjanž pri Dravogradu    | Dravograd             | Unbekannt                         | Kroatische Soldaten |
| Škitek 2 Mass Grave                          | Grobišče Škitek 2                               | Šentjanž pri Dravogradu    | Dravograd             | 62                                | Kroatische Soldaten |
| Škrajnek Shaft Mass Grave                    | Grobišče Brezno pri Škrajneku                   | Škrajnek                   | Ribnica               | Unbekannt                         | Unbekannt |
| Slivniško Pohorje Mass Grave                 | Grobišče Slivniško Pohorje                      | Slivniško Pohorje          | Hoče-Slivnica         | Unbekannt                         | Zivilisten und Soldaten |
| Slope Cave Mass Grave                        | Grobišče Jama pod klancem                       | Koritnice                  | Ilirska Bistrica      | Unbekannt                         | Deutsche Soldaten |
| Slovenijales Mass Grave                      | Grobišče Slovenijales                           | Medlog                     | Celje                 | Unbekannt                         | Kroatische Zivilisten |
| Šmarčna Čeček Field Mass Grave               | Grobišče Šmarčna na čečkovi njivi               | Šmarčna                    | Sevnica               | 8                                 | Kroatische Soldaten |
| Smovc Mass Grave                             | Grobišče Smovc                                  | Žeje pri Komendi           | Komenda               | 10–15                             | Unbekannt |
| Snake Cave Mass Grave                        | Grobišče Kačna jama                             | Divača                     | Divača                | 25                                | Deutsche Soldaten |
| Snežet Mass Grave                            | Grobišče Snežet                                 | Ravenska Vas               | Zagorje ob Savi       | Unbekannt                         | Unbekannt |
| Socerb Cave behind Vrh Mass Grave            | Grobišče Socerbska jama za Vrhom                | Socerb                     | Koper                 | Unbekannt                         | Unbekannt |
| Solne Mass Grave                             | Grobišče Solne                                  | Jablanica                  | Ilirska Bistrica      | 4                                 | Deutsche Soldaten |
| Sovinec Ravine Mass Grave                    | Sovinčev graben                                 | Rogaška Slatina            | Rogaška Slatina       | 18–20                             | Kroaten |
| Špan Gravel Pit Mass Grave                   | Grobišče Španov peskokop                        | Spodnje Gorje              | Gorje                 | 20                                | Deutsche Krankenschwestern |
| Špirnica Mass Grave                          | Grobišče Špirnica                               | Črnotiče                   | Koper                 | > 9                               | Unbekannt |
| Spodnje Radvanje Mass Grave                  | Grobišče Spodnje Radvanje                       | Maribor                    | Maribor               | Unbekannt                         | Unbekannt |
| Središče Mass Grave                          | Grobišče Središče                               | Središče                   | Moravske Toplice      | 3                                 | Ungarn |
| Stajnica Mass Grave                          | Grobišče Stajnica                               | Dolnji Zemon               | Ilirska Bistrica      | 4                                 | Deutsche Soldaten |
| Stari Grad Mass Grave                        | Grobišče Stari Grad                             | Stari Grad                 | Krško                 | Unbekannt                         | Kroaten |
| Stehan 1 and 2 mass graves                   | Grobišče Stehan 1, 2                            | Spodnje Blato              | Grosuplje             | Unbekannt                         | Slowenische Soldaten und Zivilisten |
| Steps Mass Grave                             | Grobišče pri štengah                            | Crngrob                    | Škofja Loka           | 200–300                           | Kroatische und slowenische Soldaten und Zivilisten                                                                                              |
| Sterntal 1 and 2 mass graves                 | Grobišče Sterntal 1, 2                          | Kidričevo                  | Kidričevo             | Unbekannt                         | Ethnische Deutsche, Gottschee-Deutsche und ungarische Zivilisten                                                                                |
| Stojnica Mass Grave                          | Grobišče Stojnica                               | Dolnji Zemon               | Ilirska Bistrica      | 4                                 | Deutsche Soldaten |
| Stomaž 1 Mass Grave                          | Grobišče Stomaž 1                               | Stomaž                     | Ajdovščina            | Unbekannt                         | Zivilisten |
| Stomaž 2 Mass Grave                          | Grobišče Stomaž 2                               | Stomaž                     | Ajdovščina            | 11                                | Zivilisten |
| Stomaž 3 Mass Grave                          | Grobišče Stomaž 3                               | Stomaž                     | Ajdovščina            | 1                                 | Zivilisten |
| Stomaž 4 Mass Grave                          | Grobišče Stomaž 4                               | Stomaž                     | Ajdovščina            | 2                                 | Zivilisten |
| Stranje Mass Grave                           | Grobišče Stranje                                | Stranje                    | Krško                 | 4–5                               | Zivilisten |
| Stražica Mass Grave                          | Grobišče pod Stražico                           | Ilirska Bistrica           | Ilirska Bistrica      | Unbekannt                         | Deutsche Soldaten |
| Strmica Mass Grave                           | Grobišče pod Strmico                            | Strmica                    | Vrhnika               | 12                                | Unbekannt |
| Strmol Mass Grave                            | Grobišče za Strmolom                            | Rogatec                    | Rogatec               | Unbekannt                         | Soldaten unbekannter Nationalität |
| Strmol Park 1 and 2 graves                   | Grobišče v parku Strmol 1, 2                    | Rogatec                    | Rogatec               | 2                                 | Jugoslawische Soldaten |
| Šulnovka Mass Grave                          | Grobišče Šulnovka                               | Bojanja Vas                | Metlika               | Unbekannt                         | Zivilisten unbekannter Nationalität |
| Šunčak Mass Grave                            | Grobišče Šunčak                                 | Novokračine                | Ilirska Bistrica      | 13                                | Deutsche Soldaten |
| Sunny Park Mass Grave                        | Grobišče Sončni park                            | Celje                      | Celje                 | 50–100                            | Deutsche Soldaten |
| Sušica Creek Mass Grave                      | Grobišče ob potoku Sušica                       | Drensko Rebro              | Kozje                 | Unbekannt                         | Kroatische Soldaten |
| Šušnjak Mass Grave                           | Grobišče Šušnjak                                | Novokračine                | Ilirska Bistrica      | 13                                | Deutsche Soldaten |
| Svešek Alder Mass Grave                      | Grobišče Sveščeva jelša                         | Komenda                    | Komenda               | 10–15                             | Unbekannt |
| Sveteč Woods Grave                           | Grobišče Svetečev gozd                          | Gmajna                     | Slovenj Gradec        | 1                                 | Kroatischer Soldat |
| Teharje Mass Grave                           | Grobišče Teharje                                | Vrhe, Celje                | Celje                 | Unbekannt                         | Deutsche und Slowenen |
| Tezno Woods 1 Mass Grave                     | Grobišče Tezenski gozd 1                        | Maribor                    | Maribor               | 1,179                             | Kroatische Soldaten |
| Tezno Woods 2–6 mass graves                  | Grobišče Tezenski gozd 2–6                      | Dogoše                     | Maribor               | 15,000                            | Kroatische Soldaten und andere |
| Tiček Cave Mass Grave                        | Grobišče Tičkova jama                           | Trnje                      | Pivka                 | Unbekannt                         | Unbekannt |
| Tičjek Mass Grave                            | Grobišče Tičjek                                 | Gornji Grad                | Gornji Grad           | 7–9                               | Zivilisten |
| Tirdrož Mass Grave                           | Grobišče Tirdrož                                | Medlog                     | Celje                 | Unbekannt                         | Kroaten |
| Topolc Mill Mass Grave                       | Grobišče pri topolškem mlinu                    | Topolc                     | Ilirska Bistrica      | 80                                | Deutsche Soldaten |
| Train Station Mass Grave                     | Grobišče nad postajo                            | Velike Lašče               | Velike Lašče          | Unbekannt                         | Unbekannt |
| Travna Gora 1–4 mass graves                  | Grobišče Travna gora 1–4                        | Ravni Dol                  | Sodražica             | 48                                | Slowenische Soldaten |
| Trebnik Manor Mass Grave                     | Grobišče nad graščino Trebnik                   | Zgornja Pristava           | Slovenske Konjice     | 30–40                             | Slowenische Zivilisten |
| Tretjak Farm Mass Grave                      | Grobišče na domačiji Tretjak                    | Gradišče                   | Slovenj Gradec        | 12                                | Kroaten |
| Trlično Mass Grave                           | Grobišče Trlično                                | Trlično                    | Rogatec               | > 20                              | Kroaten, Banater Schwaben |
| Troblje Mass Grave                           | Grobišče Troblje                                | Gradišče                   | Slovenj Gradec        | Unbekannt                         | Kroaten |
| Trontelj Shaft Mass Grave                    | Grobišče Trontljevo brezno                      | Cerovo                     | Grosuplje             | Unbekannt                         | Unbekannt |
| Tudrež Mass Grave                            | Tudrež Mass Grave                               | Bovše                      | Vojnik                | 13                                | Deutsche Zivilisten |
| Tuma Street Mass Grave                       | Grobišče ob Tumovi ulici                        | Celje                      | Celje                 | 6                                 | Deutsche Soldaten, Zivilisten |
| Ukanc Mass Grave                             | Pri Ukancu                                      | Ukanc                      | Bohinj                | Unbekannt                         | Kroaten |
| Underhill Mass Grave                         | Grobišče Pod grmado                             | Pance                      | Ljubljana             | Unbekannt                         | Slowenische Zivilisten |
| Upper Videm Mass Grave                       | Grobišče nad Vidmom                             | Knežja Lipa                | Kočevje               | Unbekannt                         | Unbekannt |
| Ustaša Ravine Mass Grave                     | Grobišče Ustašev graben                         | Dobovec                    | Trbovlje              | Unbekannt                         | Unbekannt |
| Valley Enclosure Mass Grave                  | Grobišče Ograda v dolini                        | Brce                       | Ilirska Bistrica      | 9                                 | Deutsche Soldaten |
| Velenik Mass Grave                           | Grobišče Velenik                                | Pokoše                     | Slovenska Bistrica    | Unbekannt                         | Zivilisten |
| Velike Lipljene Mass Grave                   | Grobišče Velike Lipljene                        | Velike Lipljene            | Grosuplje             | Unbekannt                         | Unbekannt |
| Veliki Kamen Mass Grave                      | Grobišče Veliki Kamen                           | Mali Kamen                 | Krško                 | 20–30                             | Kroatische Soldaten |
| Vidos Oaks Mass Grave                        | Grobišče Vidosovi ceri                          | Harije                     | Ilirska Bistrica      | 4                                 | Deutsche Soldaten |
| Vilenica Mass Grave                          | Grobišče Vilenica                               | Podpeč                     | Koper                 | Unbekannt                         | Unbekannt |
| Vineyard Mass Grave                          | Grobišče Vinograd                               | Šembije                    | Ilirska Bistrica      | 30                                | Deutsche Soldaten |
| Vipava Field Mass Grave                      | Grobišče Vipavsko polje                         | Vipava                     | Vipava                | Unbekannt                         | Deutsche Soldaten |
| Viršk Field Mass Grave                       | Grobišče Virško polje                           | Škofja Loka                | Škofja Loka           | Unbekannt                         | Deutsche Soldaten |
| Višnja Vas 1 Mass Grave                      | Grobišče Višnja vas 1                           | Vojnik                     | Vojnik                | 100                               | Kroatische Soldaten und Zivilisten |
| Višnja Vas 2 Mass Grave                      | Grobišče Višnja vas 2                           | Vojnik                     | Vojnik                | Unbekannt                         | Kroatische Zivilisten |
| Vodice 1–10 mass graves                      | Grobišče Vodice 1–10                            | Selo pri Pancah            | Ljubljana             | Unbekannt                         | Slowenische Zivilisten |
| Vodišek Shaft Mass Grave                     | Grobišče Vodiško brezno                         | Dobec                      | Cerknica              | Unbekannt                         | Slowenische Zivilisten |
| Vojnik Mass Grave                            | Grobišče Vojnik                                 | Vojnik                     | Vojnik                | 100–200                           | Kroatische Zivilisten und Soldaten |
| Vrček Mass Grave                             | Grobišče Vrček                                  | Zarečje                    | Ilirska Bistrica      | 16                                | Deutsche Soldaten |
| Vrtača Mass Grave                            | Grobišče Vrtača                                 | Sevnica                    | Sevnica               | Unbekannt                         | Unbekannt |
| Vrženca Mass Grave                           | Grobišče Vrženca                                | Podgorje                   | Koper                 | Unbekannt                         | Unbekannt |
| Wasp Shaft Mass Grave                        | Grobišče Osje brezno                            | Petrinje                   | Hrpelje-Kozina        | Unbekannt                         | Unbekannt |
| Wounded Mass Grave                           | Grobišče ranjencev                              | Iška                       | Ig                    | Unbekannt                         | Slowenische Soldaten |
| Zabrinov Hill Mass Grave                     | Grobišče Zabrinovski hrib                       | Gornji Grad                | Gornji Grad           | 56                                | Slowenische Soldaten |
| Zagradec Mass Grave                          | Grobišče Zagradec                               | Rožič Vrh                  | Črnomelj              | 61                                | Roma |
| Zahrib Mass Grave                            | Grobišče Zahrib                                 | Dolnji Zemon               | Ilirska Bistrica      | 30                                | Deutsche Soldaten |
| Zakriž Mass Grave                            | Grobišče Zakriž                                 | Zakriž                     | Cerkno                | 22–23                             | Slowenische Zivilisten |
| Zakutka Mass Grave                           | Grobišče Zakutka                                | Dolnji Suhor pri Metliki   | Metlika               | 4                                 | Slowenische Zivilisten |
| Zalesnika Shaft Mass Grave                   | Grobišče Brezno Zalesnika                       | Trnovo                     | Nova Gorica           | Unbekannt                         | Slowenische und italienische Soldaten, slowenische Zivilisten                                                                                   |
| Žančani Mass Grave                           | Grobišče Žančani                                | Raduše                     | Slovenj Gradec        | Unbekannt                         | Kroatische Soldaten, Slowenische Zivilisten, Angehörige der deutschsprachigen Minderheit                                                        |
| Zapotok Narrow Shaft Mass Grave              | Grobišče Ozko brezno pri Zapotoku               | Zapotok                    | Ig                    | Unbekannt                         | Unbekannt |
| Zarja 1 and 2 mass graves                    | Pod Zarjo 1, 2                                  | Frajhajm                   | Slovenska Bistrica    | Unbekannt                         | Zivilisten und Soldaten |
| Zavrh Mass Grave                             | Grobišče Zavrh                                  | Podbeže                    | Ilirska Bistrica      | 2                                 | Deutsche Soldaten |
| Zgornja Hudinja Mass Grave                   | Grobišče Zgornja Hudinja                        | Celje                      | Celje                 | 37                                | Kroatische Soldaten und Zivilisten |
| Zgornji Otok Mass Grave                      | Grobišče Zgornji Otok                           | Zgornji Otok               | Radovljica            | 14                                | Kroatische Soldaten |
| Zgornji Pavlič Mass Grave                    | Grobišče Zgornji Pavlič                         | Zgornja Kapla              | Podvelka              | 45                                | Ungarische Zivilisten |
| Zgoša Mass Grave                             | Grobišče Zgoša                                  | Mošnje                     | Radovljica            | Unbekannt                         | Deutsche Soldaten |
| Žiglovica Cave Mass Grave                    | Grobišče Jama Žiglovica                         | Ribnica                    | Ribnica               | 14                                | Slowenische Zivilisten |
| Žovšče Mass Grave                            | Grobišče Žovšče                                 | Puštal                     | Škofja Loka           | 10                                | Slowenische Zivilisten |